# AFC East

Az AFC East az NFL AFC konferenciájának keleti csoportja. Jelenleg négy csapat található a csoportban: Buffalo Bills, Miami Dolphins, New England Patriots, és New York Jets. A csoportot 1970-ben hozták létre, ekkor még a Baltimore Colts is ide tartozott.
Egészen 2002-ig 5 csapatos volt a csoport, amikor az NFL átszervezését követően az 1984 óta Indianapolisban működő Colts átkerült az AFC Southba.

## Csoportgyőztesek
| Szezon | Csapat               | Eredmény | Rájátszásbeli eredmény                  |
| ------ | -------------------- | -------- | --------------------------------------- |
| 1970   | Baltimore Colts      | 11–2–1   | Megnyerte a Super Bowl V-öt             |
| 1971   | Miami Dolphins       | 10–3–1   | Kikapott a Super Bowl VI-on             |
| 1972   | Miami Dolphins       | 14–0–0   | Megnyerte a Super Bowl VII-at           |
| 1973   | Miami Dolphins       | 12–2–0   | Megnyerte a Super Bowl VIII-et          |
| 1974   | Miami Dolphins       | 11–3–0   | Kikapott az AFC konferencia-elődöntőben |
| 1975   | Baltimore Colts      | 10–4–0   | Kikapott az AFC konferencia-elődöntőben |
| 1976   | Baltimore Colts      | 11–3–0   | Kikapott az AFC konferencia-elődöntőben |
| 1977   | Baltimore Colts      | 10–4–0   | Kikapott az AFC konferencia-elődöntőben |
| 1978   | New England Patriots | 11–5–0   | Kikapott az AFC konferencia-elődöntőben |
| 1979   | Miami Dolphins       | 10–6–0   | Kikapott az AFC konferencia-elődöntőben |
| 1980   | Buffalo Bills        | 11–5–0   | Kikapott az AFC konferencia-elődöntőben |
| 1981   | Miami Dolphins       | 11–4–1   | Kikapott az AFC konferencia-elődöntőben |
| 1982   | Miami Dolphins       | 7–2–0    | Kikapott a Super Bowl XVII-en           |
| 1983   | Miami Dolphins       | 12–4–0   | Kikapott az AFC konferencia-elődöntőben |
| 1984   | Miami Dolphins       | 14–2–0   | Kikapott a Super Bowl XIX-en            |
| 1985   | Miami Dolphins       | 12–4–0   | Kikapott az AFC konferenciadöntőben     |
| 1986   | New England Patriots | 11–5–0   | Kikapott az AFC konferencia-elődöntőben |
| 1987   | Indianapolis Colts   | 9–6–0    | Kikapott az AFC konferencia-elődöntőben |
| 1988   | Buffalo Bills        | 12–4–0   | Kikapott az AFC konferenciadöntőben     |
| 1989   | Buffalo Bills        | 9–7–0    | Kikapott az AFC konferencia-elődöntőben |
| 1990   | Buffalo Bills        | 13–3–0   | Kikapott a Super Bowl XXV-ön            |
| 1991   | Buffalo Bills        | 13–3–0   | Kikapott a Super Bowl XXVI-on           |
| 1992   | Miami Dolphins       | 11–5–0   | Kikapott az AFC konferenciadöntőben     |
| 1993   | Buffalo Bills        | 12–4–0   | Kikapott a Super Bowl XXVIII-on         |
| 1994   | Miami Dolphins       | 10–6–0   | Kikapott az AFC konferencia-elődöntőben |
| 1995   | Buffalo Bills        | 10–6–0   | Kikapott az AFC konferencia-elődöntőben |
| 1996   | New England Patriots | 11–5–0   | Kikapott a Super Bowl XXXI-en           |
| 1997   | New England Patriots | 10–6–0   | Kikapott az AFC konferencia-elődöntőben |
| 1998   | New York Jets        | 12–4–0   | Kikapott az AFC konferenciadöntőben     |
| 1999   | Indianapolis Colts   | 13–3–0   | Kikapott az AFC konferencia-elődöntőben |
| 2000   | Miami Dolphins       | 11–5–0   | Kikapott az AFC konferencia-elődöntőben |
| 2001   | New England Patriots | 11–5–0   | Megnyerte a Super Bowl XXXVI-ot         |
| 2002   | New York Jets        | 9–7–0    | Kikapott az AFC konferencia-elődöntőben |
| 2003   | New England Patriots | 14–2–0   | Megnyerte a Super Bowl XXXVIII-at       |
| 2004   | New England Patriots | 14–2–0   | Megnyerte a Super Bowl XXXIX-et         |
| 2005   | New England Patriots | 10–6–0   | Kikapott az AFC konferencia-elődöntőben |
| 2006   | New England Patriots | 12–4–0   | Kikapott az AFC konferenciadöntőben     |
| 2007   | New England Patriots | 16–0–0   | Kikapott a Super Bowl XLII-n            |
| 2008   | Miami Dolphins       | 11–5–0   | Kikapott az AFC Wild Card-fordulóban    |
| 2009   | New England Patriots | 10–6–0   | Kikapott az AFC Wild Card-fordulóban    |
| 2010   | New England Patriots | 14–2–0   | Kikapott az AFC konferencia-elődöntőben |
| 2011   | New England Patriots | 13–3–0   | Kikapott a Super Bowl XLVI-on           |
| 2012   | New England Patriots | 12–4–0   | Kikapott az AFC konferenciadöntőben     |
| 2013   | New England Patriots | 12–4–0   | Kikapott az AFC konferenciadöntőben     |
| 2014   | New England Patriots | 12–4–0   | Megnyerte a Super Bowl XLIX-et          |
| 2015   | New England Patriots | 12–4–0   | Kikapott az AFC konferenciadöntőben     |
| 2016   | New England Patriots | 14–2–0   | Megnyerte a Super Bowl LI-et            |
| 2017   | New England Patriots | 13–3–0   | Kikapott a Super Bowl LII-n             |
| 2018   | New England Patriots | 11–5–0   | Megnyerte a Super Bowl LIII-at          |
| 2019   | New England Patriots | 12–4–0   | Kikapott az AFC Wild Card-fordulóban    |
| 2020   | Buffalo Bills        | 13–3–0   | Kikapott az AFC konferenciadöntőben     |
| 2021   | Buffalo Bills        | 11–6–0   | Kikapott az AFC konferencia-elődöntőben |
| 2022   | Buffalo Bills        | 13–3–0   | Kikapott az AFC konferencia-elődöntőben |
| 2023   | Buffalo Bills        | 11–6–0   | Kikapott az AFC konferencia-elődöntőben |
| 2024   | Buffalo Bills        | 13–4–0   | Kikapott az AFC konferenciadöntőben     |

## Wild Carddal továbbjutók
- 1970 – Miami Dolphins
- 1971 – Baltimore Colts
- 1972 – Senki
- 1973 – Senki
- 1974 – Buffalo Bills
- 1975 – Senki
- 1976 – New England Patriots
- 1977 – Senki
- 1978 – Miami Dolphins
- 1979 – Senki
- 1980 – Senki
- 1981 – Buffalo Bills, New York Jets
- 1982 – *
- 1983 – Senki
- 1984 – Senki
- 1985 – New England Patriots, New York Jets
- 1986 – New York Jets
- 1987 – Senki
- 1988 – Senki
- 1989 – Senki
- 1990 – Miami Dolphins
- 1991 – New York Jets
- 1992 – Buffalo Bills
- 1993 – Senki
- 1994 – New England Patriots
- 1995 – Indianapolis Colts, Miami Dolphins
- 1996 – Buffalo Bills, Indianapolis Colts
- 1997 – Miami Dolphins
- 1998 – Buffalo Bills, Miami Dolphins, New England Patriots
- 1999 – Buffalo Bills, Miami Dolphins
- 2000 – Indianapolis Colts
- 2001 – Miami Dolphins, New York Jets
- 2002 – Senki
- 2003 – Senki
- 2004 – New York Jets
- 2005 – Senki
- 2006 – New York Jets
- 2007 – Senki
- 2008 – Senki
- 2009 – New York Jets
- 2010 – New York Jets
- 2011 – Senki
- 2012 – Senki
- 2013 – Senki
- 2014 – Senki
- 2015 – Senki
- 2016 – Miami Dolphins
- 2017 – Buffalo Bills
- 2018 – Senki
- 2019 – Buffalo Bills
- 2020 – Senki
- 2021 – New England Patriots
- 2022 – Miami Dolphins
- 2023 – Miami Dolphins

* – 1982-ben játékossztrájk miatt az alapszakaszból csupán 9 fordulót játszottak le, ezért ebben az évben egy 16 csapatos különleges rájátszást szerveztek, és a csoportbeli eredményeket nem vették figyelembe.